# Johannes Ludwig Ebert
Johannes Ludwig Ebert (* 19. Juni 1894 in Würzburg; † 2. November 1956 in Wien) war ein deutscher Chemiker (Physikalische Chemie). Er war Professor an der Universität Würzburg und der Universität Wien.
Ebert war der Sohn des Kaufmanns Emil Ebert, dem Gründer von Ebert+Jacobi, und studierte ab 1912 Chemie in Würzburg, unterbrochen vom Wehrdienst im Ersten Weltkrieg und abgeschlossen mit der Promotion bei Hans von Halban 1923. Als Post-Doktorand war er bis 1925 bei Niels Janniksen Bjerrum in Kopenhagen, dann bei Willem Hendrik Keesom in Leiden und 1926 bis 1928 bei Fritz Haber am Kaiser Wilhelm Institut für Physikalische Chemie in Berlin. 1928 habilitierte er sich in Berlin und wurde außerordentlicher Professor in Würzburg, 1934 ordentlicher Professor an der TH Karlsruhe und 1940 Professor und Direktor des 1. Chemischen Instituts an der Universität Wien.
Er befasste sich mit Elektrolyten, Thermodynamik flüssiger Mischungen, Zustandsänderungen bei hohen Drucken und der Theorie des Schmelzpunktes.
Er war Mitglied der Akademien der Wissenschaften in Wien, New York und Bologna.

## Schriften
- Anomalien starker Elektrolyte, Jahrbuch der Radioaktivität und Elektronik, Band 18, 1921, S. 134–196.
- Leitfähigkeit in flüssigen Elektrolyten, in: Wien/Harms: Handbuch der Experimentalphysik, Band XII, 1, 1932, S. 1–289.
- Überführungszahlen in flüssigen Elektrolyten, in: Wien/Harms: Handbuch der Experimentalphysik, Band XII, 1, 1932, S. 293–380.
- Bedeutung der dielektrischen Polarisation in reinen Stoffen und Mischungen, in: Zeitschrift für physikalische Chemie, Band 113, 1924, S. 1–27.